# Lista de topónimos romanos na Ásia
Esta é uma lista das designações romanas de localidades uma vez abrangidas pelo Império Romano na Ásia.

## Israel
| Nome romano     | Nome actual | Observações                           |
| --------------- | ----------- | ------------------------------------- |
| Élia Capitolina | Jerusalém   | Colónia romana, após a Guerra Judaica |